# Бикова Римма Олександрівна
Римма Олександрівна Бикова (нар. 5 травня 1926, Севастополь — пом. 11 квітня 2008, Москва) — радянська і російська акторка, режисерка. Народна артистка РРФСР (1988).

## Біографія
- З 1944 по 1955 роки — акторка Одеського театру Червоної Армії, Російського драматичного театру імені М. Лермонтова (м. Грозний), Сталінградського драматичного театру.
- З 1955 по 1965 рр. — акторка Театру імені Ленінського комсомолу (Ленінград).
- У 1965—1992 роках — провідна акторка Московського драматичного театру імені Станіславського.
- З 1988 року акторка театру «Сфера».

Ролі в театрі імені Станіславського:
- Ганна («Анна» за п'єсою Майї Ганіної),
- Пелагея Степанівна («Стрепетова»),
- Роза («Вулиця Шолом-Алейхема, будинок 40»)

Ролі в театрі «Сфера»:
- Мод («Гарольд і Мод»),
- Марфа Громова («Люди і пристрасті»),
- пані Демерморт («Запрошення в замок») тощо.

Виступала і як режисерка, поставила вистави:
- «Привиди», «Ода»,
- «Весь світ — театр…»,
- «Маленькі комедії»,
- моноп'єсу «Євгенія Іванівна».

## Особисте життя
Перебувала у шлюбі з артистом Інокентієм Смоктуновським (1950—1955 р.р.)

## Фільмографія
- 1955 — Справа Румянцева — сусідка Клавдії по палаті (в титрах не вказана)
- 1955 — Чужа рідня — Машенька, друкарка МТС (в титрах не вказана)
- 1971 — 1972 — День за днем (фільм-спектакль) — Проніна Марія Микитівна
- 1976 — Денний потяг — Єлизавета Михайлівна, мати Віри
- 1976 — Ці неслухняні сини — Єрмакова
- 1979 — Осіння історія — Ольга Денисівна, вчителька літератури — головна роль
- 1980 — Клоун — Нора
- 1981 — Грибний дощ — Поліна Викентьевна
- 1987 — Під знаком Червоного хреста — Анастасія Іванівна
- 1987 — Вулиця Шолом-Алейхема, будинок 40 (фільм-спектакль) — Троянда

## Заслуги і нагороди
- 1988 — народна артистка Російської РФСР.
- 2002 — орден Пошани[1].